# おひさま幼稚園
おひさま幼稚園（おひさまようちえん）とは、福岡県北九州市小倉北区にある私立幼稚園である。
なお、寺も受け持っている。

## 幼稚園としての働き
1959年（昭和29年）4月1日に創立された。つよく・あかるく・ただしくをモットーに地域生活に根ざした幼児教育をめざしている。

## 寺としての働き
最上藩の内紛で細川藩預かりとなった最上光直の墓と、伊達騒動に連座してこの地に流された伊達宗興の墓など、歴史上の人物にまつわるものがたくさん残されている。

## 交通アクセス
- 九州旅客鉄道（JR九州）鹿児島本線 西小倉駅より徒歩7分。